# PinkPantheress
PinkPantheress, właśc. Victoria Beverley Walker (ur. 18 kwietnia 2001 w Bath) – brytyjska piosenkarka, autorka tekstów i producentka muzyczna pochodzenia kenijskiego.
Znana jest z piosenek, często krótkich, w których wykorzystuje sample utworów z lat 90. i 2000. Walker reprezentuje swoją muzyką różnorodne gatunki, takie jak bedroom pop, drum and bass, dance czy UK garage.
W 2021 roku, studiując na University of the Arts w Londynie, zaczęła publikować w serwisie TikTok swoje piosenki, które w krótkim czasie odniosły sukces i zyskały popularność na platformie. Niedługo później podpisała kontrakt z Parlophone oraz Elektra Records. Single „Pain” i „Just for Me”, promujące debiutancki mixtape artystki, To Hell with It (2021), znalazły się w pierwszej czterdziestce notowania listy UK Singles Chart oraz pokryły się odpowiednio złotem i srebrem. Zwyciężyła w corocznym plebiscycie Sound of 2022 organizowanym przez BBC. W 2022 roku jej singiel „Boy’s a Liar” osiągnął 2. miejsce w Wielkiej Brytanii, natomiast w 2023 roku dzięki remiksowi pt. „Boy’s a Liar Pt. 2" we współpracy z amerykańską raperką Ice Spice Spice, zadebiutowała na liście Bilboard Hot 100, osiągając 3. miejsce oraz status platyny w Stanach Zjednoczonych. 10 listopada 2023 roku wydała swój debiutancki album Heaven Knows.

## Wczesne życie
Victoria Beverley Walker urodziła się 18 kwietnia 2001 roku w Bath w hrabstwie Somerset jako drugie dziecko brytyjskiego profesora statystyki oraz kenijskiej opiekunki. Ma starszego brata, pracującego jako inżynier dźwięku. W wieku pięciu lat przeniosła się z rodziną do Canterbury w hrabstwie Kent, gdzie dorastała. Gdy Victoria miała dwanaście lat, jej ojciec przeniósł się do Austin w Teksasie, aby pracować na uniwersytecie, przez co została sama z matką i bratem w Anglii.
W dzieciństwie Walker uczęszczała na lekcje gry na fortepianie, a w wieku dwunastu lat podczas szkolnego pokazu talentów wykonała piosenkę „Stand by Me” Bena E. Kinga. W wieku czternastu lat Victoria została wokalistką zespołu rockowego, wykonującego covery My Chemical Romance, inspirując się przy tym Hayley Williams, wokalistką amerykańskiego zespołu Paramore, po raz pierwszy występując na szkolnym festynie.
Studiowała film na University of the Arts London, lecz w 2022 roku porzuciła studia.

## Kariera muzyczna

### 2020–2021: Początki kariery iTo Hell with It
Walker tworzyła muzykę już w szkole średniej, aby pomóc przyjaciółce, zanim zaczęła robić to samodzielnie. W wieku 17 lat Victoria zaczęła używać programu GarageBand do tworzenia utworów dla swojego przyjaciela, również muzyka, MaZza. Wkrótce zaczęła używać GarageBand’u do nagrania swoich pierwszych piosenek, leżąc w łóżku na uniwersytecie do późnej nocy. Walker zaczęła publikować swoje utwory na platformie SoundCloud pod pseudonimem PinkPantheress, jednak zostały one tam szerzej zauważone. W grudniu 2020 roku opublikowała na TikToku fragment swojej piosenki „Just a Waste”, zawierającej sampl utworu „Off the Wall” Michaela Jacksona, który został użyty w ponad 216 000 filmach na platformie.

PinkPantheress podczas koncertu w Londynie w 2021 roku

Na początku 2021 roku utwory „Pain” i „Break It Off” zyskały dużą popularność na TikToku, a pierwszy z nich osiągnął 35. miejsce w notowaniu listy UK Singles Chart w sierpniu tego samego roku. W kwietniu 2021 roku podpisała kontrakt z wytwórnią Parlophone, a w czerwcu tego samego roku, po pojawieniu się w piosence „Evian” amerykańskiego rapera GoldLinka, podpisała kontrakt z Elektra Records. Po sukcesie fragmentu „Just For Me” w sierpniu 2021 roku, PinkPantheress opublikowała pełną wersję utworu, wraz z teledyskiem, który współreżyserowała. Singiel ten przyniósł artystce nominacje do iHeart Music Award, Ivor Novello Award oraz NME Awards. 15 października 2021 roku wydała swój pierwszy mixtape, To Hell with It, nakładem Parlophone i Elektra Records, który zadebiutował na 20. miejscu listy UK Albums Chart. Mixtape został poprzedzony promującymi go singlami „Pain”, „Break It Off”, „Just for Me”, a także „Passion” wydanym w lutym 2021 oraz „I Must Apologise” wydanym w październiku 2021 roku. PinkPantheress po raz pierwszy wystąpiła na żywo w październiku i listopadzie 2021 roku w Londynie.

### 2022-2024: Przełom w karierze iHeaven Knows

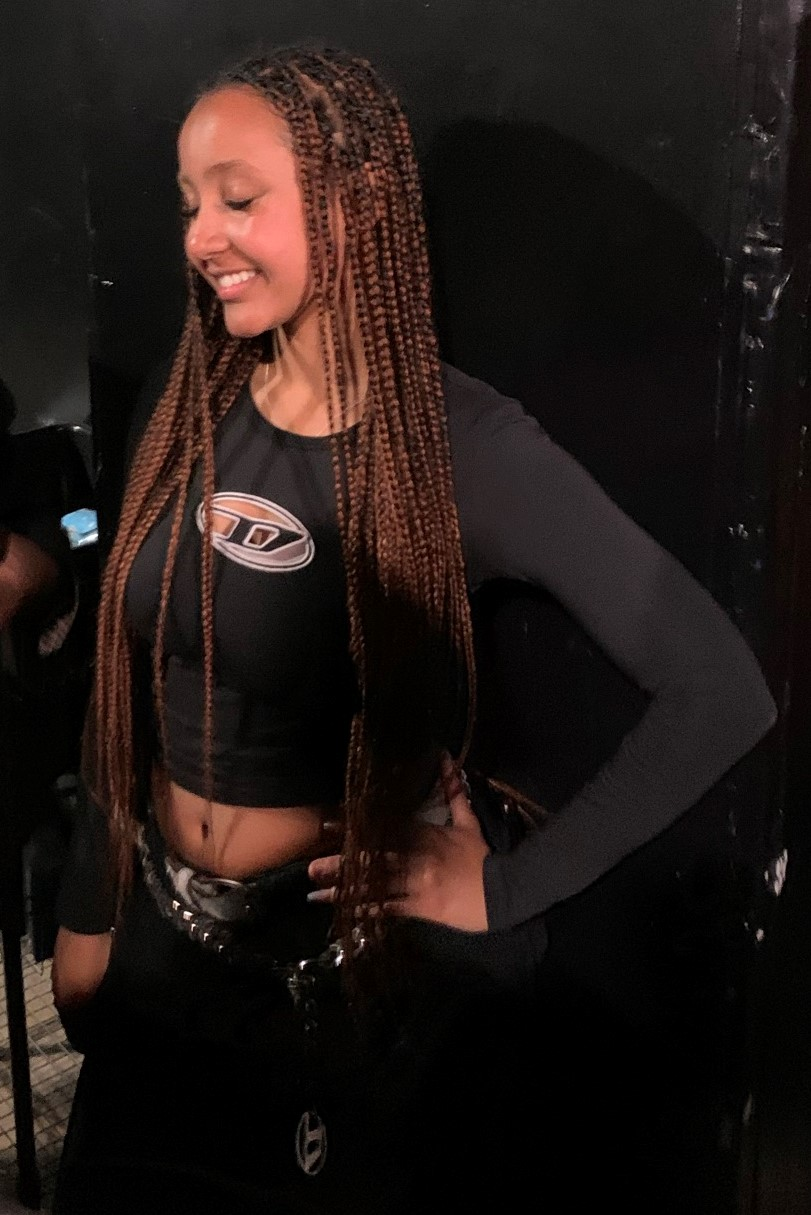
PinkPantheress w (Le) Poisson Rouge w 2022 roku

W styczniu 2022 roku PinkPantheress zwyciężyła w plebiscycie Sound of 2022 organizowanym przez BBC, w tym samym czasie wydała remix album swojego mixtape’u To Hell with It. Została nominowana do Brit Award for Song of the Year za „Obsessed With You” brytyjskiego rapera Central Cee, który wykorzystał sampl jej utworu „Just for Me”. W lutym 2022 roku wraz z raperem Lil Uzi Vertem i piosenkarką Shygirl pojawiła się w piosence „Bbycakes” brytyjskiego muzyka Mura Masa, a dwa miesiące później we współpracy z amerykańską piosenkarką Willow Smith wydała utwór „Where You Are”. W tym samym miesiącu wyruszyła w trasę koncertową po Europie, promującą To Hell with It. Również w 2022 roku wystąpiła w utworze „Tinkerbell is Overrated” piosenkarki Beabadoobee oraz występowała jako support na amerykańskiej części trasy koncertowej „Love and Power Tour” amerykańskiej piosenkarki Halsey. W październiku 2022 roku Walker poinformowała, że przez lata narażenia na głośną muzykę, utraciła 80% słuchu w prawym uchu.
W sierpniu 2022 roku wydała singiel „Picture in My Mind” z udziałem brytyjskiego piosenkarza Sama Gellaitry’ego, a w grudniu tego samego roku ukazała się jej pierwsza EPka Take Me Home, zawierająca utwór tytułowy oraz wydane miesiąc wcześniej single „Boy’s a Liar” i „Do You Miss Me”. Rok 2023 rozpoczęła od współpracy z amerykańskim muzykiem Skrillexem oraz amerykańskim raperem Trippie Reddem przy piosence „Way Back”, który trafił na album Skrillexa Don’t Get Too Close. Prawdziwy przełom w karierze PinkPantheress nastąpił, gdy w lutym 2023 roku ukazał się remix jej piosenki „Boy’s a Liar”, o tytule „Boy’s a Liar Pt. 2", we współpracy z amerykańską raperką Ice Spice Spice. Po zdobyciu popularności na TikToku, singiel zadebiutował na 14. miejscu notowania Billboard Hot 100, wtedy po raz pierwszy w karierze PinkPantheress znalazła się na liście Billboard Hot 100, utwór później dotarł do 3. miejsca listy. Singiel dotarł również do 2. miejsca na UK Singles Chart, co czyni go najwyżej notowanym utworem artystki na tej liście. Recording Industry Association of America (RIAA) przyznało „Boy’s a Liar Pt. 2" platynowy status, co jest jej pierwszym certyfikatem RIAA. Utwór ten przyniósł artystkom nominacje do nagród BET Awards, MTV EMA oraz Streamy Awards. W lipcu 2023 roku premierę miał jej singiel „Angel” będący częścią ścieżki dźwiękowej nowego filmu Grety Gerwig Barbie, będącego najbardziej dochodowym filmem 2023 roku. W lipcu 2023 wraz z amerykańskim raperem Destroy Lonely wydała także singiel „Turn Your Phone Off”, a miesiąc później we współpracy z koreańskim piosenkarzem Hyunjinem z K-popowej grupy Stray Kids ukazał się remix piosenki „Rush” australijskiego wokalisty Troye Sivana.

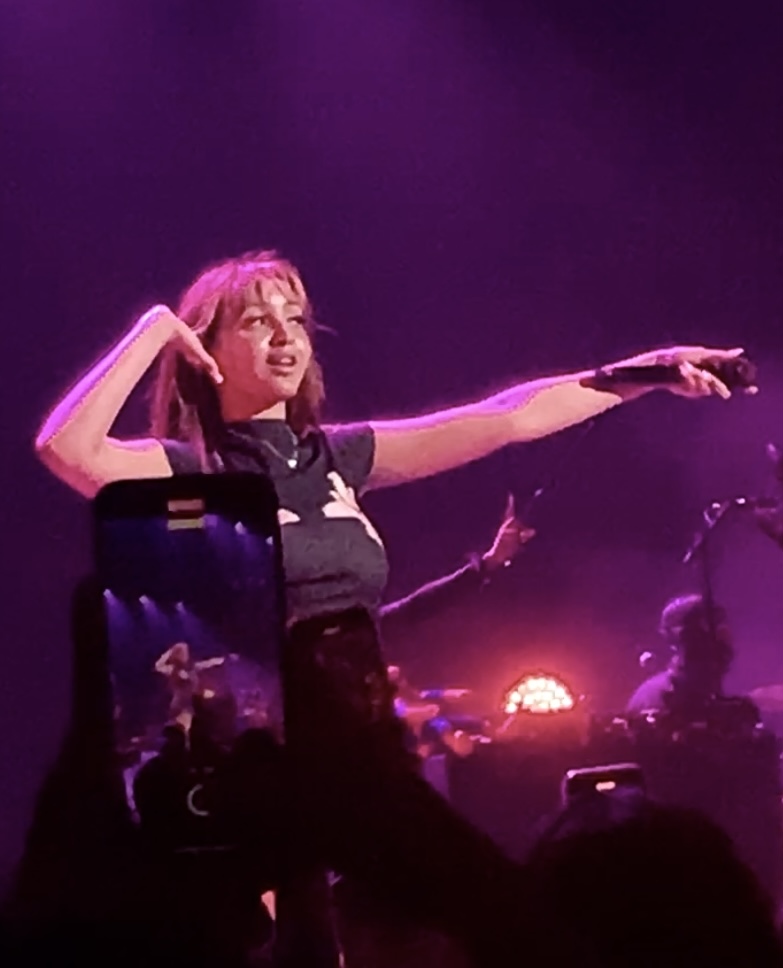
PinkPantheress podczas występu na Capable of Love Tour w 2024 roku

W październiku 2023 roku PinkPantheress ogłosiła swój debiutancki album Heaven Knows, który ukazał się 10 listopada tego samego roku, nakładem Warner Music. 29 września 2023 roku wydała główny singiel promujący album, „Mosquito”, a 12 października drugi singiel „Capable of Love”. W tym samym miesiącu zapowiedziała nową trasę promującą Heaven Knows, Capable of Love Tour, oraz podała daty koncertów w Europie. Miesiąc później zapowiedziała północnoamerykańską część Capable of Love Tour, wraz z datami koncertów oraz raperami Bktherula i Kanii jako support. PinkPantheress latem 2024 wystąpi na trasie koncertowej amerykańskiej piosenkarki Olivii Rodrigo, Guts World Tour, w roli supportu przed koncertami. W maju 2024 opublikowała długo wyczekiwany utwór „Turn it Up”, wykorzystujący sampl utworu „Dreaming of You” meksykańsko-amerykańskiej piosenkarki Seleny, a już miesiąc później pojawiła się w piosence „Snap My Finger” na albumie Timeless kanadyjskiego producenta Kaytranady.

### Od 2025:Fancy That
W kwietniu 2025 roku artystka ogłosiła swój nowy mixtape Fancy That, którego premiera odbyła się 9 maja tego samego roku. PinkPantheress określa swój nowy projekt, jako najbardziej spójny z dotychczasowych, pokazujący jej rozwój jako artystka, będący wejściem w nową "zabawną i kiczowatą erę".

## Styl muzyczny
Muzyka PinkPantheress reprezentuje gatunki pop, bedroom pop, alt-pop, drum and bass, 2-step, dance czy hyperpop, a artystka niejednokrotnie używa samplingu do tworzenia swoich, często krótkich i wyprodukowanych przez nią samą, utworów. PinkPantheres opisuje swoją muzykę jako alt-pop i fromę drum and bass, którą można posłuchać w domu oraz stwierdziła, że pisze smutne teksty, aby „dotrzeć i zadowolić młodzież”, często również, by skontrastować teksty z „wesołym brzmieniem instrumentów”. Artystka przyznała, że jej teksty zazwyczaj nie są oparte na osobistych doświadzeniach, a raczej „wiele z nich powstało, bo naprawdę bardzo lubi opowiadać historie”.

## Życie osobiste
Walker wyznała, że przez całe życie zmagała się z cielesnym zaburzeniem dysmorficznym. Cierpi również z powodu utraty słuchu w prawym uchu, spowodowanej latami narażenia na głośną muzykę i dźwięki oraz sprzężenie zwrotne mikrofonu. Piosenkarka opisuje, że zaczęło się od oznak szumu usznego, obecnie straciła 80% słuchu w prawym uchu. Walker przyznaje, że po utracie słuchu tworzenie muzyki stało się trudniejsze, ale pogodziła się już ze stanem swojego słuchu.

## Dyskografia
Albumy solowe
- Heaven Knows (2023)

Mixtape’y
- To Hell with It (2021)
- Fancy That (2025)

EP
- Take Me Home (2022)